# 15.ª Unidad Expedicionaria de Marines

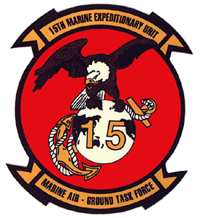
Insignia de la unidad.

La 15.ª Unidad Expedicionaria Marines  (15.ª UME) es una de las siete unidades expedicionarias actualmente en activo con el Cuerpo de Marines de los Estados Unidos. La Unidad Expedicionaria de Marines es una Fuerza de Tareas Aeroterrestre de Marines con una componente aproximada de 2, 200 elementos. La UME consiste de un elemento de mando, un batallón de infantería reforzado, un escuadrón de helicópteros compuesto y un batallón de logística de combate. La 15.ª UME está actualmente situada en la Base Pendleton, California.

## Misión
La misión de la UME es la de proveer de jefes de combate geográfico con un despliegue frontal, de rápida respuesta, con capacidad de conducir acciones anfibias convencionales y operaciones especiales marinas durante la noche o bajo condiciones climáticas adversas y aún con restricciones de comunicación y lectura electrónica.

## Historia

### Primeros años
En abril de 1983, el Comandante del Cuerpo de Marines aprobó el concepto original de la Fuerza de Tareas Aeroterrestre de Marines (MAGTF en inglés)